# داميان لانزا
داميان لانزا (بالإسبانية: Damián Enrique Lanza Moyano) (مواليد 10 أبريل 1982) هو لاعب كرة قدم. يلعب مع منتخب الإكوادور لكرة القدم. سبق له أن لعب في كأس العالم لكرة القدم مع منتخب بلاده.

## روابط خارجية
- داميان لانزا على موقع الاتحاد الدولي (مؤرشف)  (الإنجليزية)
- داميان لانزا على موقع قاعدة بيانات كرة القدم.إي يو (الإنجليزية)
- داميان لانزا على موقع ناشيونال فوتبول تيمز (الإنجليزية)
- داميان لانزا على موقع Soccerway.com (الإنجليزية)
- داميان لانزا على موقع AS.com (الإسبانية)